# クィントゥス・オピミウス
クィントゥス・オピミウス（ラテン語: Quintus Opimius、生没年不詳）は紀元前2世紀中頃の共和政ローマの政治家。紀元前155年にコンスル（執政官）を務めた。

## 出自
クィントゥス・オピミウスはプレブス（平民）のオピミウス氏族の出身。氏族で執政官となったのは彼が初めてである。カピトリヌスのファスティによると、オピミウスの父も祖父も、プラエノーメン（第一名、個人名）はクィントゥスである。彼らに関しては名前以外のことは分からない。

## 経歴
資料によれば、クイントゥス・オピミウスは若き日に悪名を馳せたが、それは彼が執政官になった後も忘れられなかったという。このため、ときには冗談の種にされていた。
オピミウスは紀元前154年に執政官に就任するが、それまでの経歴は不明である。おそらくは、ティトゥス・リウィウスの『ローマ建国史』が欠落してしまっている紀元前167年以降にクルスス・ホノルム（名誉のコース）を歩み始めたと思われる。それより早ければ該当部分に記載されているはずだからだ。ウィッリウス法ではプラエトル（法務官）から執政官まで最低3年の間隔が必要とされているので、オピミウスは紀元前157年以前に法務官を務めているはずである。
執政官の同僚は最初パトリキ（貴族）のルキウス・ポストゥミウス・アルビヌスであったが、アルビヌスは任期中に死去したため、プレブスのマニウス・アキリウス・グラブリオが補充執政官に選出された。元老院はオピミウスをリグリアに派遣した。リグリアはローマの同盟都市マッシリアと敵対し、ローマのレガトゥス（外交使節）を攻撃していたのだ。オピミウスはプラケンティアからリグリアに侵攻し、エギトゥナを攻略して住民を奴隷として売り払った。アプロン川では4,000人のオクシビエル族からの攻撃を受けたがこれを撃退し、救援に来たデキエテン族も撃破した。結果、両部族ともオピミウスに降伏した。オピミウスは彼らの土地の一部をマッシリアに割譲させ、人質を出させた。その後、ローマに帰還した。元老院は過去にリグリアで勝利した多くの指揮官に凱旋式実施の栄誉を与えていたが、オピミウスは凱旋式を許されなかったようである（但し、凱旋式のファスティは紀元前155年から紀元前129年までが33行欠落している）。ポリュビオスは、このリグリアでの勝利に関連して、オピミウスを「極めて頭がよい」としている。
その後のオピミウスに関しては、キケロとガイウス・リキリウスが語る二つの逸話以外に知られていない。

## 子孫
オピミウスには二人の息子がいたとされている。兄クイントゥスは紀元前75年の護民官ルキウス・オピミウスと同盟市戦争に参加したルキウス・オピミウスの父であること以外は不明である。弟ルキウス・オピミウスは紀元前121年に執政官を務め、ガイウス・センプロニウス・グラックス（グラックス弟）の政敵として知られている。

## 参考資料

### 古代の資料
- カピトリヌスのファスティ
- ポリュビオス『歴史』
- マルクス・トゥッリウス・キケロ『弁論家について』

### 研究書
- Broughton R. Magistrates of the Roman Republic. - New York, 1951. - Vol. I. - P. 600.
- Münzer F. Opimius // Paulys Realencyclopädie der classischen Altertumswissenschaft . - 1939. - Bd. XVIII, 1. - S. 672-674.
- Münzer F. Opimius 6 // Paulys Realencyclopädie der classischen Altertumswissenschaft . - 1939. - Bd. XVIII, 1. - S. 677—678.
- Münzer F. Opimius 10 // Paulys Realencyclopädie der classischen Altertumswissenschaft . - 1939. - Bd. XVIII, 1. - S. 678-679.